# Cairo For Development and Cars Manufacturing
Das Unternehmen Cairo For Development and Cars Manufacturing (kurz CDCM), auch Center of Development and Commerce Wagih Abaza (CDC), mit Sitz in Kairo wurde im Jahr 1976 von Wagih Abaza in Ägypten gegründet, um Peugeot-Automobile herzustellen und zu vertreiben. Die Montage selbst erfolgte zumindest teilweise durch das Werk der Arab American Vehicles.
Seit 2007 wird der Peugeot Pars Tus von Iran Khodro montiert. Im Jahr 2011 wurde das Unternehmen in ein Joint-Venture umgewandelt.